# Бродхерст, Генри
Генри Бродхерст (англ. Henry Broadhurst; 1840—1911) — политический и профсоюзный деятель Великобритании.

## Биография
Генри Бродхерст родился 13 апреля 1840 года в Литтлморе (англ. Littlemore; Оксфорд) в семье рабочего.
Окончил Народную школу, был в молодости каменщиком с 13-летнего возраста, много странствовал по стране (среди прочего, работал на Биг-Бене). В качестве деятельного члена профсоюза каменщиков был избран сперва членом его правления, потом его председателем во время трудового конфликта в 1872 году; по итогам победы стал секретарём парламентского комитета Британского конгресса тред-юнионов; последняя должность, как оплачиваемая (200 фунтов стерлингов в год), позволила ему прекратить занятия строительным ремеслом.
Бродхерст рано стал принимать деятельное участие в политической жизни, в качестве оратора на митингах и члена лиги реформы, добившейся в 1867 году расширения избирательного права.
С 1873 году он становится политическим деятелем по профессии, как член движение либерал-лейбористов, независимый от либералов, но не противопоставляющий себя им и выражающий всегда глубокое уважение, даже преклонение перед личностью и деятельностью Уильяма Гладстона, однако, на парламентских выборах 1874 года он выступил кандидатом против либерала и был забаллотирован.
В 1876—1877 гг. Бродхерст был деятельным членом «Eastern Question Association», душой которой был Гладстон, и которая, занимаясь восточный вопросом, вела агитацию за балканских славян.
В 1880 году Генри Бродхерст был избран в палату общин от округа Стоут-апон-Трент, как либерал, и в качестве члена палаты он систематически отстаивал интересы рабочих; в частности, в 1880 году он добился проведения билля об ответственности предпринимателей за несчастные случаи с рабочими на производстве.
В третьем кабинете Гладстона (январь—июль 1886 года) Г. Бродхерст получил пост заместителя Хью Чайлдерса — министра внутренних дел Великобритании: это был первый случай в Великобритании участия рабочего в кабмине. Кратковременность пребывания кабинета в должности не дала ему возможности совершить что-либо выдающееся. Бродхерст отказался являться ко двору или на какие-либо торжественные приемы, ни разу не представлялся королеве, но не придавал этому принципиального значения, мотивируя свой образ действий лишь своим личным характером и нежеланием заказывать фрак или придворный костюм.
В 1890 году Генри Бродхерст отчасти по болезни глаз, отчасти вследствие разногласий среди трэд-юнионов, сложил с себя должность их парламентского секретаря, и с тех пор перебивался скудным литературным заработком. Он потерял свой депутатский мандат в 1892 году и не смог избраться на довыборах в 1893 году, но уже в 1894 году он вновь был избран в английский парламент, где проработал до 1906 года.
Уже со времени участия его в министерстве Гладстона, а потом в еще большей степени, социалисты резко нападали на Бродхерста, утверждая, что он совсем попал в русло либеральной политики, что из-за ирландского гомруля и тому подобных проектов, он забыл обещание служить на пользу рабочего класса. Эти обвинения сам Бродхерст считал совершенно беспочвенными.
Генри Бродхерст умер 11 октября 1911 года в городке Кромер (англ. Cromer) в графстве Норфолк.